# Europese vluchtelingencrisis

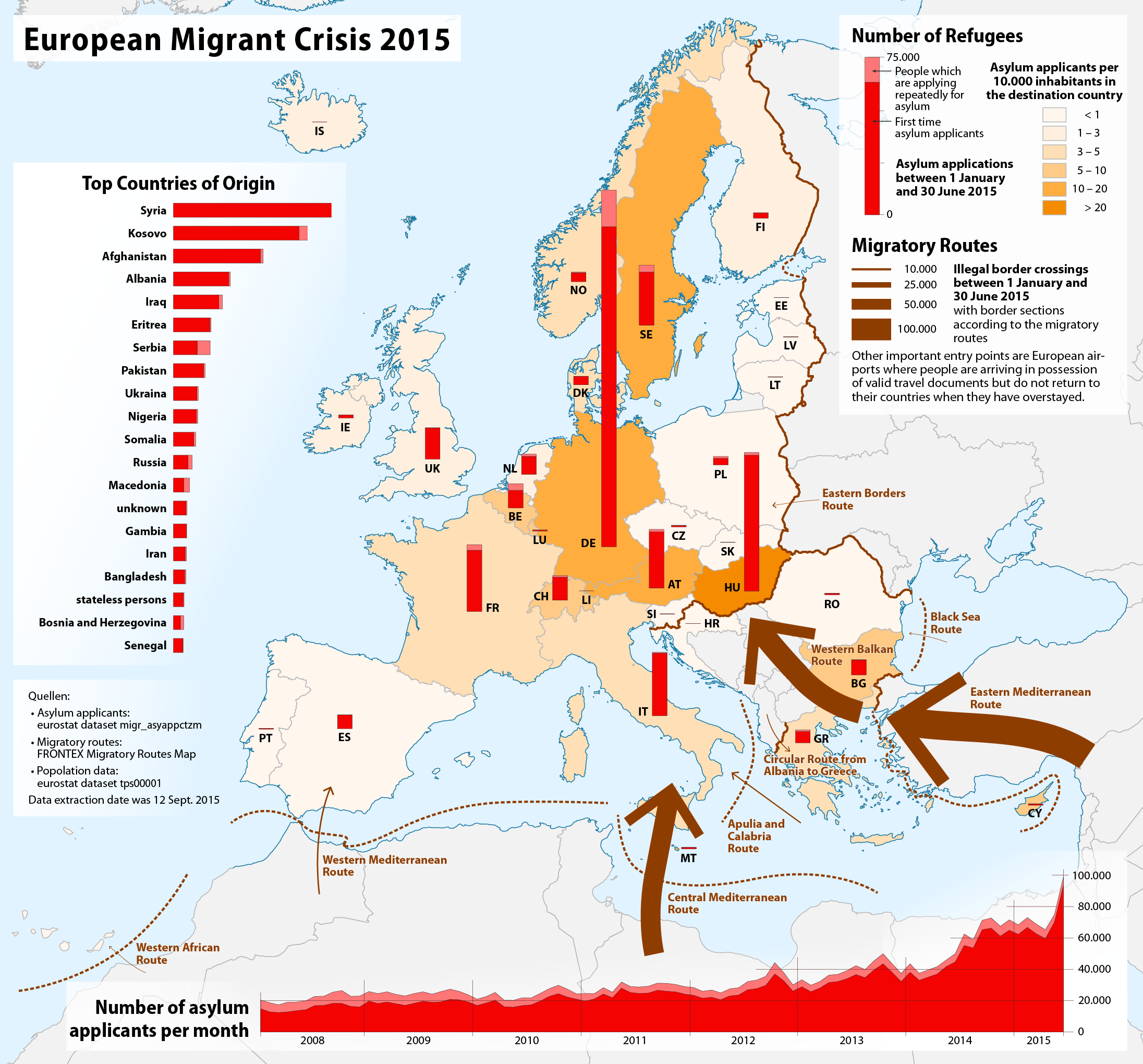
Asielaanvragen binnen de EU en EVA tussen 1 januari en 30 juni 2015 (bron: Eurostat)

Met de Europese vluchtelingencrisis, ook wel Europese migrantencrisis of Europese migratiecrisis genoemd, wordt primair gedoeld op de honderdduizenden migranten die sinds 2013 de Middellandse Zee oversteken richting de Europese Unie en de politieke reacties daarop. De vluchtelingen komen vooral uit oorlogsgebieden in het Midden-Oosten en Afrika. De term "crisis" kwam hiervoor algemeen in gebruik in april 2015, toen in amper een week tijd enkele honderden bootvluchtelingen verdronken in de Middellandse Zee.
Vele vluchtelingen vroegen asiel aan, waardoor overheidsinstellingen in vele landen overbelast raakten; zij zochten naar mogelijkheden de asielverzoeken sneller te behandelen, terwijl Noord-Europese landen Griekenland, Turkije en Libië aanmoedigden om passerende vluchtelingen tegen te houden of terug te sturen. Dit is in strijd met allerlei Europese en internationale regels.
Zonder officiële verblijfsstatus zijn de vluchtelingen in de meeste landen sterk in hun bewegings- en handelingsvrijheid ingeperkt en mogen bijvoorbeeld geen werk zoeken. Ten minste voor de eerste tijd zijn vele vluchtelingen aangewezen op hulp voor de dagelijkse levensbehoeftes. De opvang van de vluchtelingen in 2015 en begin 2016 werd hoofdzakelijk door ngo's en vrijwilligers georganiseerd. De EU had problemen met de gevolgen van de Dublinverordening, die er onder meer toe leidt dat asielzoekers zich niet als zodanig bekendmaken tot zij in het gewenste land zijn aangekomen.

## Voorgeschiedenis
In de periode 2007-2011 kwam de grootschalige migratie richting Europa  op gang. De vluchtenden kwamen voornamelijk uit het Midden-Oosten en uit Noord- en Midden-Afrika. Belangrijke factoren waren de Egyptische revolutie in 2011 en de staatsgreep daarna in 2013, de opstand in Libië gevolgd door de Tweede Libische Burgeroorlog, de Malinese burgeroorlog en vanaf 2011 de Syrische Burgeroorlog. In 2014 kwam hier bovendien nog de dreiging van IS bij.
Zij gingen eerst hoofdzakelijk via de zogeheten "'Oost-Mediterrane Route" (die loopt via Turkije en Griekenland). Voornoemde route gold als zeer gevaarlijk. In 2011 werden er 200.000 immigranten gearresteerd die de Turks-Griekse grens probeerden over te steken. Nadat Griekenland meermaals de EU om hulp gevraagd had bij de opvang van vluchtenden, bouwde het in december 2012 een 10,5 km lang hek langs de grens met Turkije en nam het aantal vluchtelingen via deze route af met 95%. Sindsdien kwamen meer vluchtelingen via de Turkse kust naar de Griekse eilanden.
Veel van de vluchtelingen uit Afrika gaan aan boord van gammele boten van mensensmokkelaars richting Europa en nemen daarbij levensgrote risico's.
Het aantal vluchtelingen, van wie de meesten voor het geweld in Syrië vluchtten, nam in 2015 verder toe. Zij kwamen meestal in Italië aan. Vluchtelingen afkomstig uit Afrika – met name uit Libië, waar in de nasleep van de opstand van 2011 steeds meer mensen vluchtten en in 2014 een nieuwe burgeroorlog uitbrak – probeerden doorgaans het Italiaanse eiland Lampedusa of de haven van Augusta (Sicilië) te bereiken.

## Incidenten en rampen op de Middellandse Zee

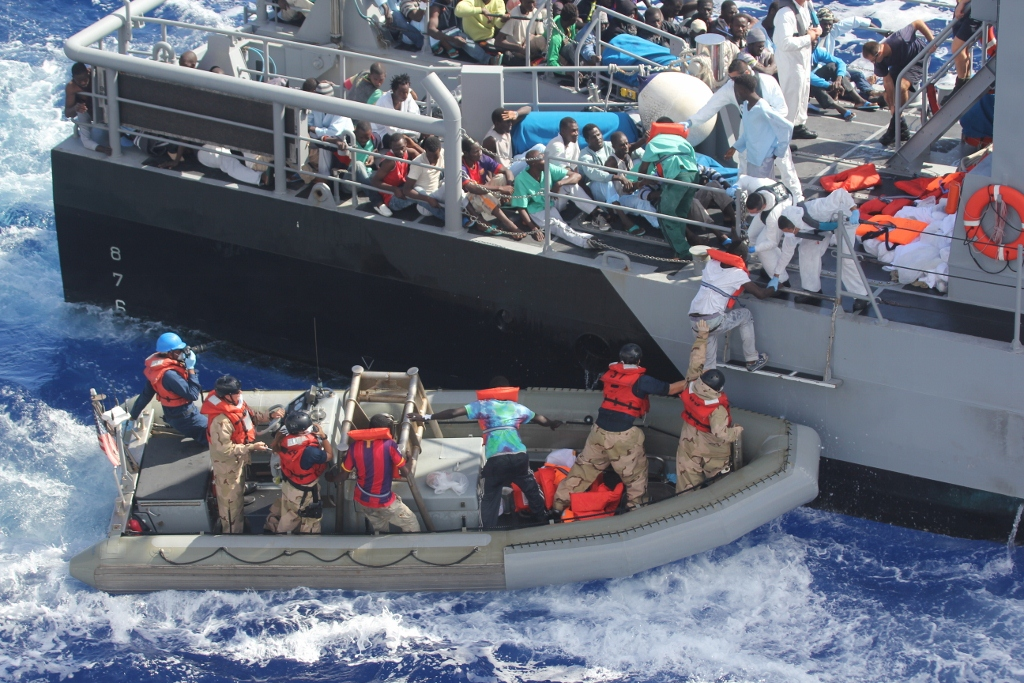
Een groep vluchtelingen wordt gered bij Malta, oktober 2013

Regelmatig zinken schepen vol vluchtelingen onderweg door pech of overbelasting. De marine van verschillende Europese landen redde vanaf 2013 veel vluchtelingen uit de Middellandse Zee; die werden in Italië aan land gezet. Volgens Europese regels moet iedere lidstaat zelf voor opvang zorgen, in dit geval dus Italië.

### 2013
Op 3 oktober 2013 verging er in het Kanaal van Sicilië, vlak voor Lampedusa, een boot vol vluchtelingen uit Afrika waarbij ruim 300 mensen de dood vonden.

### 2014

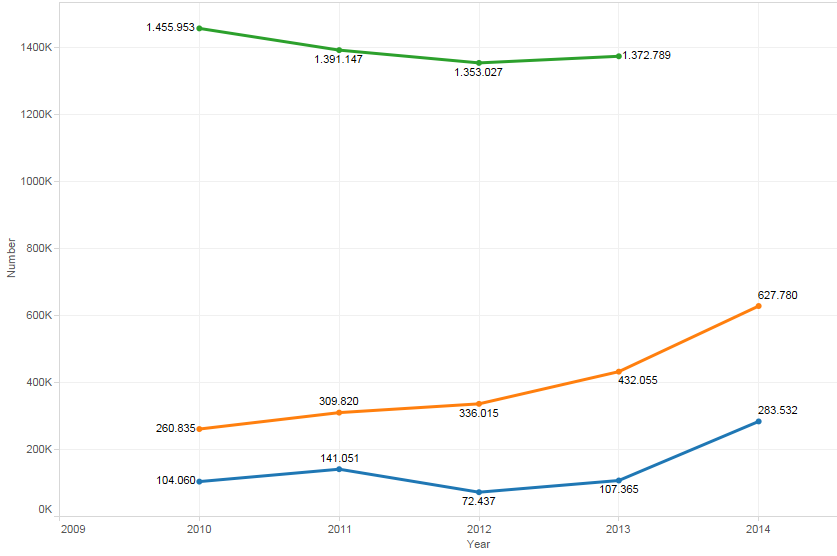
Immigratie naar de EU in de periode 2009-2014

In de eerste vier maanden van 2014 kwamen er in totaal 17 schepen met vluchtelingen in Italië aan, 26.310 van hen werden geregistreerd. Onbekend is het aantal dat in deze periode illegaal de Europese Unie binnenkwam. In april 2014 ontstond er voor het eerst een piek, toen 4000 vluchtelingen in 48 uur uit zee werden gered. Eind mei 2014 zaten er in de Bulgaarse opvangkampen ca. 10.000 vluchtelingen uit het door burgeroorlog geteisterde Syrië. In september 2014 werd al gesproken van 750 omgekomen bootvluchtelingen in een week tijd. In totaal bleken in 2014 zo'n 229.000 migranten de Middellandse Zee richting Europa te zijn overgestoken, van wie er 3000 het niet overleefden.

### 2015
Op 19 april verging een schip met ruim 800 vluchtelingen aan boord vlak buiten de Libische wateren, waarvan er amper 30 gered werden. In totaal vergingen in een week tijd vijf boten met vluchtelingen die voor het merendeel afkomstig waren uit Libië, waarbij in totaal meer dan 1000 opvarenden verdronken. Op 2 mei 2015 vond een reddingsactie plaats waarbij de Italiaanse en Franse kustwacht voor de Libische kust in totaal 3690 bootvluchtelingen redden. Tien vluchtelingen kwamen hierbij om.
Vlak voor de kust van Libië kapseisde op 5 augustus opnieuw een schip met aan boord circa 600 vluchtelingen, van wie ongeveer twee derde door de Italiaanse en Ierse marine kon worden gered. Op 12 augustus raakten 66 migranten vermist voor de kust van Libië. Op 15 augustus verloren ten zuiden van Lampedusa 40 migranten die in een scheepsruim waren opgesloten het leven door verstikking. In totaal werden er die week bijna 2000 migranten opgepikt.
Op 23 augustus werden bij 22 reddingsoperaties 4400 vluchtelingen uit de Middellandse Zee gered, vooral tussen Noord-Afrika en Sicilië. Frontex maakte twee dagen later bekend dat in de week ervoor voor de Libische kust 5300 vluchtelingen waren gered. Op 26 augustus werden er voor de Libische kust nog eens 400 vluchtelingen gered door een Zweeds marineschip. Daarnaast werden er in het ruim van dezelfde boot 50 lijken gevonden. Later die dag verging er voor de Libische kust nog een tweede boot, met aan boord ongeveer 400 opvarenden, van wie ongeveer de helft kon worden gered. Beide schepen waren vertrokken uit de Libische plaats Zuara en de vluchtelingen die hier aan boord waren kwamen vooral uit Afrika, Pakistan, Marokko en Bangladesh.
Eind oktober vergingen er op de Egeïsche Zee vlak bij de Griekse kust meerdere boten kort na elkaar. Op 28 oktober kapseisde een boot bij Lesbos, waarbij acht doden vielen. Enkele honderden drenkelingen werden gered. Twee dagen later vergingen er weer twee boten, een bij Kalymnos en een bij Rhodos. Bij deze laatste twee schipbreuken kwamen in totaal 22 vluchtelingen om. Vanwege de aankomende winter nam het aantal vluchtelingen uit o.a. Syrië en Afghanistan opnieuw toe.

#### Veelbesproken foto
Begin september 2015 werd aan de Turkse kust een foto genomen van het aangespoelde lichaam van de verdronken driejarige peuter Alan Kurdi. Hij was, 3 jaar eerder, samen met zijn ouders en broer gevlucht uit Syrië. Dit beeld, gemaakt door de Turkse fotografe Nilüfer Demir, werd wereldwijd door veel media verspreid en in publieke reacties, inclusief die van regeringsleiders, werden veelal gevoelens van afschuw en schok geuit. De peuter werd onder grote belangstelling begraven in Kobani (Syrië) door zijn vader, de enige overlevende van het betreffende gezin.

### 2016
In de ochtend van 22 januari vergingen er twee vluchtelingenboten tegelijk in de Egeïsche Zee, een bij het eilandje Farmakonisi en een paar uur later bij Kalolimnos. In totaal kwamen hierbij minstens 42 vluchtelingen om. Van een derde boot die kapseisde bij Didim konden de meeste opvarenden ternauwernood worden gered, enkelen verdronken.
In april kapseisde volgens berichten een zwaar overladen boot van mensensmokkelaars midden op zee, nadat een groep vluchtelingen uit Libië vanuit een kleinere boot hier was overgestapt. Volgens berichten van het UNHCR zouden hierbij zeker 500 doden zijn gevallen, waarmee het de grootste ramp met vluchtelingen op de Middellandse Zee sinds een jaar zou zijn.
Op 25 mei verging 18 km ten noorden van de Libische kust een migrantenboot die op weg was naar Italië met circa 600 opvarenden, van wie er 500 konden worden gered. De Italiaanse kustwacht kon enkele lichamen bergen. De twee voorgaande dagen werden er 3000 migranten van boten voor de Libische kust gehaald. Op 26 mei kapseisde opnieuw een boot voor de Libische kust, waarbij volgens de Italiaanse kustwacht 88 doden vielen.
Volgens cijfers van het UNHCR was het aantal onderschepte vluchtelingen vanuit Libië in de periode januari-april iets gestegen. De Italiaanse kustwacht meldde dat in mei het aantal vluchtelingen sterk was gestegen doordat meer mensen vanwege het rustige weer de overtocht maakten. Enkel op 26 mei zouden er 4000 migranten zijn gered bij 22 reddingsoperaties. Drie dagen later pikte een patrouille van Italiaanse, Duitse en Ierse schepen nog eens 668 bootvluchtelingen op die de Middellandse Zee wilden oversteken. In totaal werden er die hele week meer dan 13.000 migranten onderschept. Bij de Libische havenstad Zuwara spoelden begin juni in totaal meer dan 130 lichamen aan van een boot die vermoedelijk twee dagen eerder voor de kust was gekapseisd. Diezelfde dag voerde de Griekse kustwacht voor de kust van Kreta een grootschalige reddingsactie uit, nadat ook daar een boot was omgeslagen. In de loop van de ochtend werden er zo'n 250 drenkelingen gered, maar een onbekend aantal werd nog vermist.
Het Nederlandse fregat Zr.Ms. Van Amstel, dat inmiddels was ingezet bij Operatie Triton, redde op 14 juni 2016 193 vluchtelingen op een oude boot die zich tussen Egypte en Sicilië bevond. Op 23 juni werden er bij verschillende reddingsoperaties op de Middellandse Zee in totaal 4500 vluchtelingen gered. De meesten van hen zouden afkomstig zijn uit Noord-Afrika. Op 25 juni redde de Duitse marine nog eens 1286 vluchtelingen voor de Libische kust. Op 21 juli werden voor de kust van Libië opnieuw 1.128 bootvluchtelingen gered door Europese marineschepen. 17 vluchtelingen verdronken.
Op 19, 20 en 21 juli werden in totaal meer dan 4000 bootvluchtelingen gered voor de kust van Libië door Ierse, Italiaanse en Britse marineschepen. Enkele tientallen vluchtelingen konden niet worden gered.
Op 29 augustus redde de Italiaanse marine 6.500 bootvluchtelingen in de Straat van Sicilië, een recordhoog aantal voor één enkele dag. In vier dagen tijd waren er tussen Libië en Italië in totaal zo'n 10.000 vluchtelingen uit zee gehaald.
Op 21 september verging voor de kust van Egypte een boot met aan boord circa 600 vluchtelingen, die vermoedelijk Italië als bestemming had. Slechts een klein deel van de opvarenden kon worden gered.
Enkel op 3 oktober pikte de Italiaanse kustwacht ca. 5650 migranten op ongeveer 40 boten op uit de Middellandse Zee. De volgende dag pikte de Italiaanse kustwacht voor de Libische kust nog eens 4655 migranten op vanaf boten of uit het water. Vermoedelijk werkte het rustige weer de grote aantallen in de hand. Circa 50 van hen kwamen om.

### 2023
Midden juni kwamen voor de kust van Griekenland zeker 79 migranten en vluchtelingen, die de EU probeerden te bereiken, om het leven toen hun boot kapseiste en zonk. De boot zou zijn vertrokken vanuit de omgeving van Tobroek (Libië). De Griekse regering kondigde drie dagen van nationale rouw aan.
In december verging voor de kust van Libië een boot met migranten, die was vertrokken vanuit Zuwara. Volgens de Internationale Organisatie voor Migratie waren 61 mensen om het leven gekomen.

## Vluchtelingencrisis per land/gebied

### Balkan
Nadat Hongarije half oktober 2015 ook de grens met Kroatië had gesloten, kwamen veel vluchtelingen vast te zitten in de Balkan. Ca. 10.000 van hen strandden op 19 oktober tegelijk in Servië nadat Slovenië had besloten niet meer dan 2500 vluchtelingen per dag meer toe te laten en ook Kroatië bovendien zijn grenzen had gesloten. Aan het eind van de dag liet Kroatië alsnog ca. 2000 van hen door. Uiteindelijk werden er extra treinen ingezet om de vluchtelingen van Servië naar Kroatië te brengen.
Aan de Bulgaars-Turkse grens werd vanaf 2013 een grensbarrière gebouwd om ongedocumenteerde immigranten tegen te houden.

### Baltische staten en Polen
In 2021 rees een grenscrisis tussen Wit-Rusland en de Europese Unie over een door Wit-Rusland georkestreerde toestroom van enkele tienduizenden immigranten, voornamelijk uit Irak en verschillende landen uit Afrika, via de grenzen met Wit-Rusland, naar Litouwen, Letland en Polen. Deze drie landen stelden daarop alles in het werk om hun grensbewaking op te voeren, onder meer met een grensbarrière in Polen. Amnesty International rapporteerde in 2022 wel een aantal gevallen van hardhandige behandeling van de immigranten in Letland, inclusief gedwongen terugkeer. Anderzijds had Letland in juli 2022 meer dan 35.000 mensen opgevangen uit Oekraïne die de oorlog ontvlucht waren.  

### Denemarken
Op 9 september 2015 werd het treinverkeer tussen Duitsland en Denemarken tot nader order stilgelegd, evenals de veerverbinding tussen de plaatsen Fehmarn en Rødby, nadat een groep vluchtelingen die in Denemarken was aangekomen had geweigerd zich aldaar te registreren. De volgende dag kwam het treinverkeer weer op gang, en de migranten kregen van de Deense politie alsnog toestemming om door te reizen naar Zweden.
In januari 2016 kwam het Deense parlement met nieuwe maatregelen om de toestroom van vluchtelingen in banen te leiden; vluchtelingen moesten vanaf nu bij de Deense grens hun geld en waardevolle bezittingen inleveren om zo zelf aan hun opvang bij te dragen.

### Duitsland

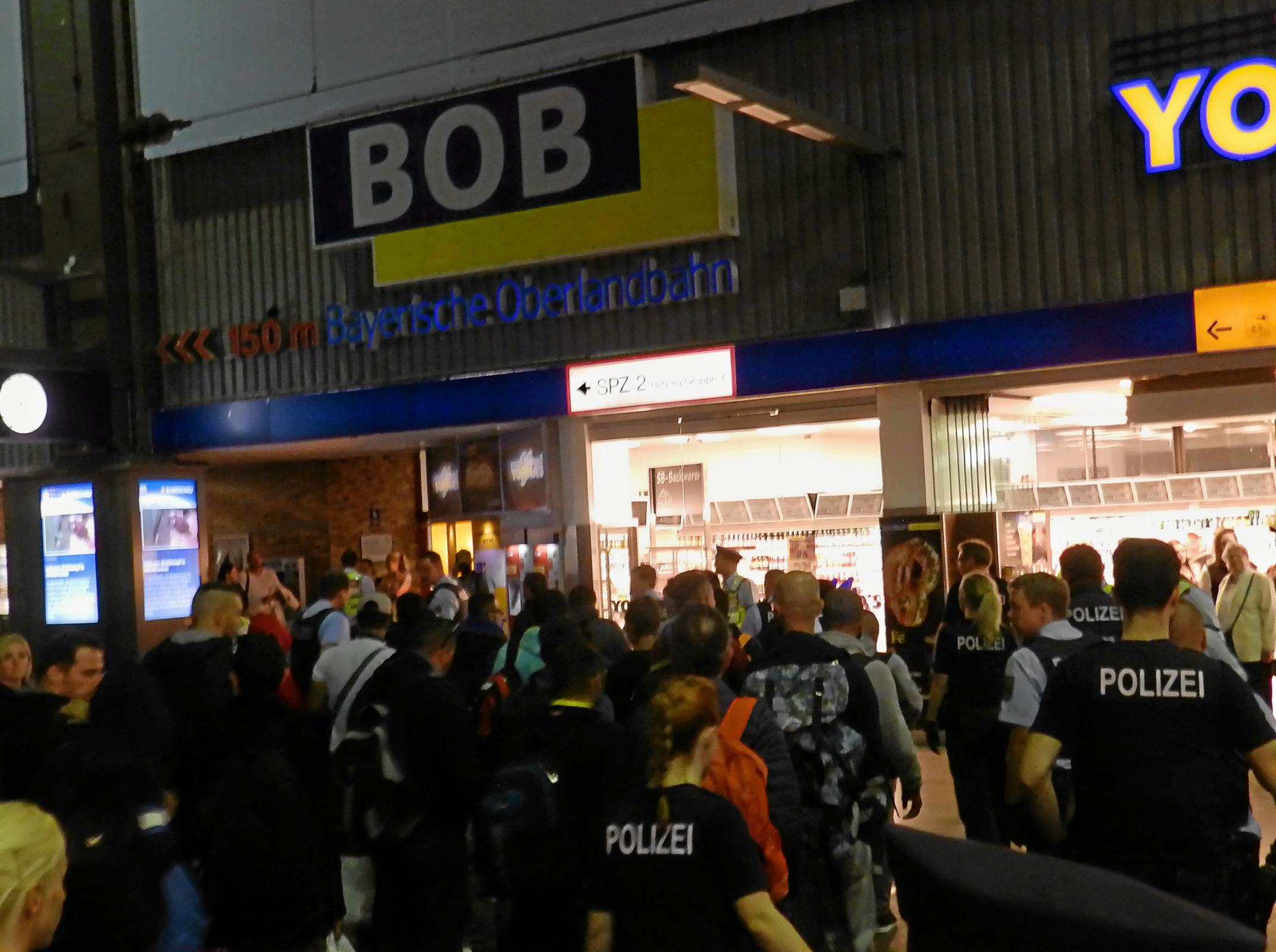
Een groep vluchtelingen arriveert op de München Hauptbahnhof (12 september 2015)

Duitsland kreeg in juli 2015 een uitzonderlijk hoog aantal asielaanvragen van 80.000 te verwerken.
Op 25 augustus twitterde de federale overheid dat vluchtelingen niet langer op grond van de Dublinregels zouden worden teruggestuurd naar het land waar ze de Europese Unie waren binnengekomen. Op 31 augustus verklaarde bondskanselier Angela Merkel dat Duitsland in staat was de vluchtelingen op te vangen; ze gebruikte daarbij de woorden Wir schaffen das ("het lukt ons wel").
In september waren er naar schatting meer dan 400.000 vluchtelingen in het land. Enkel op 29 oktober passeerden 5000 vluchtelingen de Duits-Oostenrijkse grens, bij de grensplaatsen Passau en Wegscheid. De Duitse grenspolitie kon het amper aan en er waren te weinig bussen waardoor veel vluchtelingen lang moesten wachten. Gedurende het hele jaar 2015 ving Duitsland van alle Europese landen de meeste vluchtelingen op. Op 8 december werd in Duitsland de miljoenste asielaanvraag van dat jaar genoteerd. Een studie van de Federale dienst voor Migratie en Vluchtelingen (BAMF) begin 2016 gaf aan dat driekwart van de vluchtelingen die Duitsland in 2015 binnenkwamen man was en dat 68% jonger was dan 33. Op 13 september 2015 voerde Duitsland, om de vluchtelingentoestroom beter te reguleren, langs de grens met Oostenrijk tijdelijk opnieuw grenscontroles in. Een dag later deden Oostenrijk en Slowakije hetzelfde met hun grenzen. Met ingang van 1 januari 2016 stuurt Duitsland migranten die via Duitsland door willen reizen naar andere landen terug naar Oostenrijk.

#### Verzet van de Duitse bevolking tegen de vluchtelingentoestroom
In de Duitse steden Dresden en Heidenau kwam het in augustus 2015 tot demonstraties tegen de komst van de vele migranten, voornamelijk uit rechts-extremistische hoek, die uitmondden in rellen. Op diverse plekken in Duitsland brandden panden af die als toekomstig opvangcentrum voor de vluchtelingen waren bestemd, onder meer in Weissach im Tal (Baden-Württemberg), Remchingen en Nauen. Vermoedelijk zijn deze branden aangestoken door rechts-extremisten. Eind juli werd in Brandenburg an der Havel de woning van een vluchtelingengezin in brand gestoken. In datzelfde weekend werd een opvangcentrum in Dresden met stenen bekogeld. Volgens officiële cijfers steeg het aantal aanvallen op asielcentra en vluchtelingenverblijven van 199 gevallen in 2014 tot 1031 gevallen in 2015, waarvan 166 zware delicten zoals brandstichting en mishandeling. In negen op de tien gevallen ging het om rechts gemotiveerd geweld. Onder andere de Duitse anti-islambeweging PEGIDA begon te profiteren van de onvrede in Duitsland over de toestroom van vluchtelingen en het beleid ten aanzien hiervan van bondskanselier Merkel.

#### Delicten
Toen in Keulen op oudejaarsavond 2015 bijzonder veel aanrandingen plaatsvonden, werd in eerste instantie beschuldigend naar de grote groepen nieuw in Duitsland aangekomen vluchtelingen gewezen. Een maand of twee later werd bekend dat veruit de meeste verdachten van de aanrandingen uit Algerije en Marokko kwamen, en dus niet uit landen als Syrië. De vrees ontstond nochtans dat de toestroom van vluchtelingen gepaard zou gaan met een toename van de criminaliteit en dan vooral van het aantal zedendelicten tegen vrouwen.
Terwijl het aantal asielzoekers in het land vervijfvoudigde, steeg het aantal misdaden begaan door Zuwanderer (vrij vertaald "grensoverschrijders") volgens de Duitse Polizeiliche Kriminalstatistik (PKS) met 90,7% in 2015. 5,7% van alle criminele feiten in 2015 werden gepleegd door asielzoekers tegenover 3,0% in 2014. In de meeste gevallen betrof het diefstal. Van alle zedendelicten werd 4,8% gepleegd door Zuwanderer. Van 114.238 strafbare feiten door Zuwanderer werden er 10.348 begaan door Syriërs; 43.883 door Albanezen, Serven, Algerijnen, Kosovaren, Marokkanen en Georgiërs.

### Frankrijk en Kanaaltunnel
Vele migranten dromden al sinds 2002 samen in geïmproviseerde kampen aan de Franse kant van de Kanaaltunnel. Een daarvan, met soms duizenden bewoners, kreeg de bijnaam Jungle van Calais. De Franse overheid probeerde meermaals de kampen te ruimen. De overlast voor vrachtwagenchauffeurs nam hand over hand toe. Migranten richtten wegversperringen op om auto's te stoppen zodat zij zich in de laadbak konden verstoppen voor de reis naar Engeland. Vrachtwagenchauffeurs kregen daarvoor hoge boetes in Engeland. Geweld werd niet geschuwd om in vrachtwagens te kruipen.
Hulporganisatie Artsen zonder Grenzen bouwde in 2016 bij Groot-Sinten een beter opvangkamp met sanitaire voorzieningen voor enkele duizenden mensen.
Het aantal vluchtelingen dat via de tunnel naar het Verenigd Koninkrijk probeerde te komen werd in de loop van 2015 steeds groter. In de nacht van 27 op 28 juli 2015 probeerden 2.200 migranten de oversteek te maken. Steeds weer verongelukten migranten. Eind juli 2015 werd de politiebewaking bij de Kanaaltunnel aangescherpt naar aanleiding van de toegenomen toestroom. Enkele weken later openden Frankrijk en Groot-Brittannië gezamenlijk een controlepunt bij Calais, dat de georganiseerde mensensmokkel moest opsporen. In de avond van 2 oktober 2015 werd de Kanaaltunnel bij Calais door ca. 200 migranten bestormd. Het treinverkeer tussen Frankrijk en Groot-Brittannië werd enige tijd stilgelegd. De migranten werden door de Franse politie afgevoerd.
Na de ontruiming van de Jungle van Calais, eind 2016, kwam een aantal vluchtelingen in Parijs terecht. Een ander deel belandde in het vluchtelingenkamp van Groot-Sinten, dat op 11 april 2017 grotendeels verwoest werd door een brand, die ontstond na rellen tussen vluchtelingen van Afghaanse en Koerdische afkomst. Dit kamp bestond goeddeels uit houten huisjes, die waren geschonken door Artsen zonder Grenzen.

### Griekenland en Macedonië

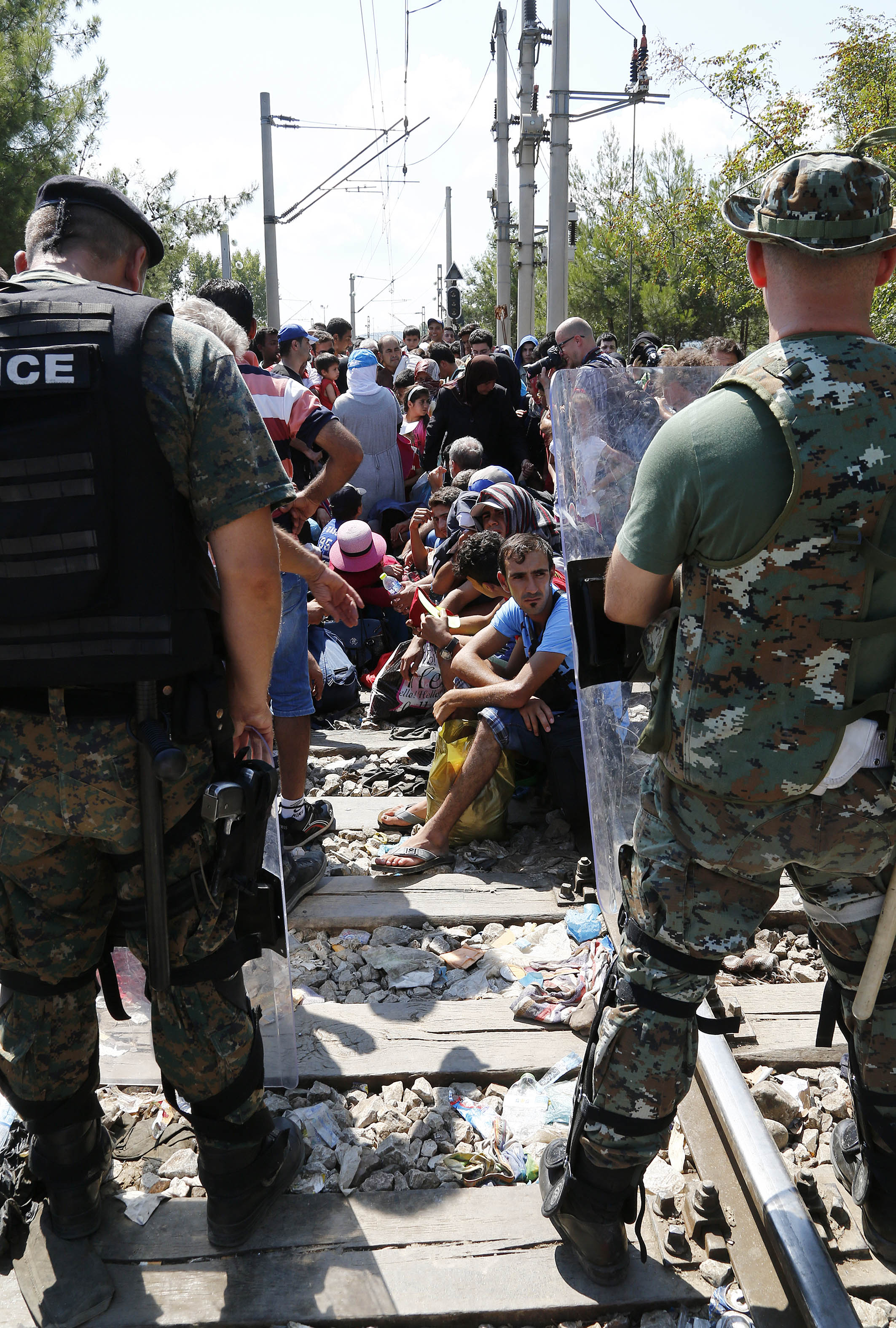
Migranten worden door de Macedonische politie tegengehouden aan de Grieks-Macedonische grens nabij Gevgelija (24 augustus 2015)

Tussen 8 en 14 augustus 2015 arriveerden er in Griekenland 21.000 nieuwe migranten. Op 21 augustus hield de Macedonische politie bij de Grieks-Macedonische grens duizenden vluchtelingen een tijdlang tegen met traangas en stungranaten, waarbij meerdere gewonden vielen. Op het eiland Lesbos bevonden zich begin september naar schatting 14.000 vluchtelingen. Op 12 augustus 2015 stuurde Griekenland een passagiersschip naar het eiland Kos, dat moest dienen als voorlopige opvanglocatie voor enkele duizenden vluchtelingen. Op het eiland bevonden zich ca. 7000 vluchtelingen. Op 20 augustus kondigde de regering van Macedonië vanwege de toestroom van vluchtelingen vanuit Griekenland de noodtoestand af. Ca. 1500 vluchtelingen werden bij de Grieks-Macedonische grens dagenlang opgehouden door de Macedonische politie, maar zij konden uiteindelijk toch oversteken.
Begin december 2015 raakte een groep vluchtelingen slaags met de politie aan de Grieks-Macedonische grens, nadat een van de vluchtelingen was geëlektrocuteerd tijdens een poging een trein te beklimmen.
Begin maart 2016 waren er bij de – inmiddels gesloten – Grieks-Macedonische grens zo'n 13.000 vluchtelingen gestrand. Zij zaten vast in geïmproviseerde kampen. Apostolos Tzitzikostas, de gouverneur van Centraal-Macedonië, maakte bekend de noodtoestand te willen afkondigen. Eind maart kwam het bij het vluchtelingenkamp bij Idomeni tot demonstraties van honderden vluchtelingen die eisten dat Macedonië de grenzen zou openstellen. De rechtstreekse aanleiding hiertoe waren (onjuiste) geruchten dat Duitsland inmiddels bereid zou zijn tot grootschalige opvang. De politie hield de vluchtelingen tegen. Op 10 april probeerden ca. 500 vluchtelingen het hek langs de Grieks-Macedonische grens te bestormen. Ze gooiden met stenen naar de veiligheidstroepen, maar werden tegengehouden met traangasgranaten, waterkanonnen en rubberkogels. Op 19 mei probeerden enkele honderden vluchtelingen in het kamp bij Idomeni het grenshek te forceren met een lege treinwagon. De Griekse politie greep in en begon op 24 mei het kamp te ontruimen.
Het aantal asielaanvragen in Griekenland steeg snel nadat het vluchtelingakkoord tussen de EU en Turkije was gesloten. In het akkoord was niet afgesproken dat Turkije vluchtelingen uit andere landen dan Syrië niet terug zou sturen naar hun land van herkomst. Omdat de EU eerst een garantie hiervoor van Turkije wilde, konden in de tussentijd niet-Syrische vluchtelingen die in Griekenland zijn gestrand niet naar Turkije worden teruggestuurd. Als gevolg hiervan kwamen vele duizenden vluchtelingen vast te zitten op Lesbos, in kamp Moria, en Chios (waar een detentiecentrum dienstdoet als vluchtelingenkamp). Paus Franciscus I bracht op 16 april een bezoek aan Lesbos en nam na afloop twaalf Syrische vluchtelingen mee naar Vaticaanstad.
Halfweg augustus 2016 leek er weer een lichte stijging te zijn in het aantal vluchtelingen dat vanuit Turkije op de Griekse eilanden (met name Lesbos, Chios en Samos) aankwam. Mogelijke factoren die hieraan bijdroegen waren de rustige zee en volgens hulpverleners ter plekke de onrust rondom de Turkse couppoging van een maand eerder.
In november 2016 werd er enkele nachten na elkaar brand gesticht in Souda, een van de kampen op Chios. Ook kwamen hier enkele migranten in opstand. De burgemeester van het eiland riep de Griekse regering op om het kamp nu snel te sluiten.
Tijdens de koudegolf van januari 2017 werden de omstandigheden voor de vluchtelingen op Lesbos nog slechter. Griekenland stuurde een marineschip naar het eiland.

### Hongarije
Eind augustus 2015 verzamelden zich naar schatting 2000 vluchtelingen aan het station Keleti (Ooststation) in Boedapest, vanwaar zij de trein konden nemen naar Duitsland, via Oostenrijk. De treinen werden in eerste instantie tegengehouden in Rosenheim, en vervolgens in München om de vluchtelingen te registreren. Duitsland reageerde ontstemd op het feit dat Hongarije de vluchtelingen doorstuurde. Hongarije zei dat het probleem lag bij Italië en Griekenland. Het station Keleti van Boedapest werd op 1 en 2 september afgesloten voor asielzoekers. Bij het station verzamelden zich duizenden vluchtelingen en kwam het tot protesten. Een dag later werd een trein vol vluchtelingen die vanuit Boedapest vertrok richting Sopron tot staan gebracht bij Bicske. De vluchtelingen moesten naar een plaatselijk opvangcentrum, maar weigerden de trein te verlaten omdat ze naar Duitsland wilden. Toen ze door het kordon van politieagenten heen probeerden te breken, kwam een man uit Pakistan om het leven. De migranten bij de treinstations in Boedapest en uit het opvangcentrum besloten daarop hun reis richting West-Europa verder te voet af te leggen en liepen over het spoor en de snelweg. Op vrijdagavond 5 september werd besloten dat alle vluchtelingen vanuit Hongarije verder naar Duitsland door mochten reizen. De volgende ochtend kwamen duizenden vluchtelingen aan in Oostenrijk, in Nickelsdorf waar ze door Oostenrijk werden opgevangen, nadat Hongarije bussen had ingezet. Een dag later arriveerden ze in Duitsland. In Oostenrijk en Duitsland werden de vluchtelingen door vrijwilligers hartelijk opgevangen, terwijl van officiële zijde lange tijd niet of machteloos werd gereageerd.
Op 16 september 2015 kwam het bij Röszke, aan de Servisch-Hongaarse grens, tot rellen toen de Hongaarse politie traangas en een waterkanon inzette om de stroom vluchtelingen vanuit Servië tegen te houden. De vluchtelingen gooiden van hun kant met stenen en stichtten brand. Er vielen meerdere gewonden, onder wie 20 Hongaarse agenten.

#### Hongaarse hek en overige maatregelen
In juni 2015 besloot Hongarije om de grens af te sluiten voor migranten die vanuit andere EU-lidstaten waren teruggestuurd, ondanks de Dublin-conventie. In juli werd begonnen met de bouw van een 175 kilometer lange omheining langs de Servisch-Hongaarse grens, om verdere toestroom van migranten vanuit het oosten een halt toe te roepen. Op 18 september 2015 begon men dit hek te verlengen langs de grens met Kroatië. Er waren inmiddels ook plannen om het hek door te trekken naar Roemenië.
Op 18 september 2015 begon Hongarije het hek te verlengen langs de grens met Kroatië. Er werd ook een hek aangelegd langs de Hongaars-Sloveense grens, maar dat werd snel weer weggehaald. Als verklaring voerde het Hongaarse ministerie van Binnenlandse Zaken aan dat het hier "slechts om een proef" ging. De werking van hekken en NATO-prikkeldraad is twijfelachtig voor zover ze niet actief worden bewaakt. Voor rondtrekkende dieren zijn ze op langere termijn fataal.
Het stadsbestuur van Boedapest liet begin september een extra opvangkamp aanleggen naast het centraal station, waar groepen vluchtelingen in een trein werden tegengehouden. Het treinverkeer richting Duitsland werd voor de vluchtelingen tijdelijk afgesloten. De vluchtelingen werd ook de toegang tot het Ooststation ontzegd, wat leidde tot protesten van de vluchtelingen. Op 14 september sloot Hongarije de belangrijkste illegale doorgang vanuit Servië, van waaruit de meeste vluchtelingen richting de EU reisden. Bij de Hongaarse grensprovincies met Servië werd de noodtoestand afgekondigd. De volgende dag werden er bij de Hongaarse grens 174 arrestaties van illegalen verricht. Op 16 oktober werd bekend dat Hongarije de grens met Kroatië ging sluiten door middel van een dubbel hek.
Sinds de afsluiting van de grenzen in 2016 komen er nauwelijks meer vluchtelingen via Hongarije.

#### Referendum over migrantenquota EU
Op 2 oktober 2016 vond in Hongarije een referendum plaats over de door de EU aan de lidstaten opgelegde vluchtelingenquota (zie #EU-niveau), nadat Hongarije een quotum van 1.294 vluchtelingen werd opgelegd, wat bij niet nakomen neer zou komen op een boete van 323,5 miljoen euro. Centraal stond de vraag of de EU Hongarije mocht verplichten mensen te huisvesten die niet de Hongaarse nationaliteit hebben zonder instemming van het parlement. 98,36% van de stemgerechtigden die kwamen opdagen kantte zich hiertegen, maar de opkomst bedroeg slechts 44,08% waarmee het referendum geen geldigheid had (daarvoor is een opkomst van minimaal 50% vereist). Bovendien was 6,26% van de stemmen ongeldig, waardoor het aantal geldige stemmen 41,32% bedroeg. Het advies van de meeste oppositiepartijen was om het referendum te boycotten.

### Italië
Reeds in oktober 2013 zette Italië het reddingsprogramma Operatie Mare Nostrum op touw, na de ramp bij het eiland Lampedusa. Dit programma duurde een jaar en werd in november 2014 vervangen door Operatie Triton. De Internationale Organisatie voor Migratie wees er op 19 april 2015 op dat het aantal omgekomen bootvluchtelingen op de Middellandse Zee sinds het aflopen van Mare Nostrum was vernegenvoudigd.
Tussen januari en april 2016 arriveerden er 25.000 nieuwe migranten in Italië. Zij waren vooral afkomstig uit Afrika, m.n. Libië, en staken de Middellandse Zee weer over aangezien de route via Turkije en Griekenland op slot was gezet. Een terrein in het centrum van Rome dat was voorbestemd als opvangplek werd op 16 april voortijdig ontruimd.
Op 23 juni 2016 maakte de Italiaanse kustwacht bekend in één dag tijd ongeveer 5.000 vluchtelingen te hebben gered van in totaal 43 boten, hoofdzakelijk uit Libië. Aan boord van de smokkelschepen zou ten minste één dode zijn aangetroffen.
Op 6 augustus 2016 staken enkele honderden vluchtelingen bij de Italiaanse grensplaats Ventimiglia met succes de Franse grens over, terwijl ze door de politie waren omsingeld. Enkelen van hen zwommen een paar honderd meter in zee.

### Nederland
In september 2015 opende het Nederlandse COA verschillende nieuwe opvangcentra. Onder meer de koepelgevangenissen in Arnhem en Haarlem kregen een nieuwe bestemming als opvanglocatie. Ook in Amsterdam en het terrein Heumensoord (bij Nijmegen) werden gedurende enige tijd enkele duizenden vluchtelingen opgevangen.

### Oostenrijk
Op 27 augustus 2015 werd langs een Oostenrijkse snelweg (bij Parndorf) een vrachtwagen uit Hongarije aangetroffen met daarin 71 dode vluchtelingen, die vooral uit Syrië en Afghanistan bleken te komen. Naar aanleiding van dit incident werden er in Hongarije arrestaties verricht op verdenking van mensensmokkel.
Op 10 september 2015 legde Oostenrijk het treinverkeer van en naar Hongarije geheel stil naar aanleiding van een nieuwe massale toestroom.
In november 2015 begon Oostenrijk met de bouw van een hek van een paar kilometer lang langs de grens met Slovenië bij Spielfeld. In januari 2016 maakte Oostenrijk bekend gedurende de rest van het jaar niet meer dan 37.500 nieuwe asielzoekers op te nemen, en hooguit 127.500 tot en met 2019. In februari 2016 scherpte Oostenrijk samen met zijn zuidelijke buurlanden de grenscontroles langs de Balkanroute aan. Griekenland, waar bijna alle vluchtelingen die op doorreis naar Midden- en West-Europa eerst doorheen gingen, reageerde woedend en sprak van een schending van de Europese verdragen en internationale wetten. Toen Griekenland niet werd uitgenodigd voor het overleg tussen Oostenrijk en de Balkanlanden over de vluchtelingenstroom, werd de Griekse ambassadeur in Oostenrijk teruggeroepen.

### Turkije
Voor de kust van Turkije verging op 19 december 2015 een boot die vanuit Bodrum op weg was naar Griekenland. Aan boord waren 32 vluchtelingen, van wie er 18 (uit Irak, Pakistan en Syrië) verdronken
Op 24 december verging er opnieuw een boot met vluchtelingen aan de Turkse westkust bij Dikilil. Van de opvarenden verdronken er minstens 18, 21 mensen konden worden gered.
Op 5 januari 2016 spoelden op twee plekken aan de Turkse kusten, in de districten Dikili en Ayvalık, de lichamen van in totaal 34 verdronken migranten aan. Vermoedelijk waren ze op weg naar Lesbos toen hun boot kapseisde. Op 28 januari verdronken er in de Egeïsche Zee opnieuw elf vluchtelingen toen hun boot op weg naar Samos omsloeg. Op 30 januari verdronken minstens 37 migranten bij Ayvalık aan de Turkse westkust toen hun boot zonk. De Turkse kustwacht kon 75 drenkelingen redden.

### Zweden
Eind 2015 voerde Zweden grenscontroles in, om reizigers zonder geldige papieren tegen te houden. Vluchtelingen kunnen aan de grens ongehinderd asiel aanvragen.

## Internationale wetgeving
Volgens het Verdrag betreffende de status van vluchtelingen wordt het begrip 'migranten' formeel gesplitst in 'vluchtelingen' en 'vreemdelingen'. Volgens het verdrag is een vluchteling iemand die in zijn thuisland gegronde vrees heeft voor vervolging. Redenen voor vervolging kunnen zijn: ras, godsdienst, nationaliteit, politieke overtuiging of seksuele voorkeur. De vluchteling kan in eigen land geen bescherming krijgen tegen deze vervolging.
Mensen die uit oorlogsgebieden vluchten vanwege oorlogsgeweld en kapotte infrastructuren in het land van herkomst, worden mede daarom niet automatisch als vluchteling erkend in andere landen, al hebben die het verdrag ondertekend. Indien echter deze mensen uit bijvoorbeeld Syrië komen, dan verbiedt het Europees Verdrag voor de Rechten van de Mens meestal het terugsturen van deze mensen in artikel 3, omdat ze dan een reëel risico lopen om in een onmenselijke situatie terecht te komen. Ook het terugsturen van Syriërs naar Turkije kan volgens hulporganisaties om dezelfde redenen meestal niet, omdat Turkije mensen soms terug zou sturen naar Syrië. De EU denkt daar anders over. Daarom zouden deze mensen volgens de hulporganisaties 'subsidiaire bescherming' moeten krijgen, waardoor ze (ook in Nederland) vrijwel dezelfde rechten zouden hebben als 'gewone' vluchtelingen. Dit is politiek en juridisch omstreden.

## Opvang en maatregelen in de EU
De Europese Unie vergaderde tussen 2013 en 2016 meermaals over de toegenomen migratie en trof een aantal maatregelen. De landen aan de Middellandse Zee kregen ondersteuning bij patrouilles op het water. Italië en Griekenland kregen financiële ondersteuning. Turkije werd geld toegezegd om de doorreis van vluchtelingen te beperken of te stoppen. Er werden pogingen gedaan om het de mensensmokkelaars moeilijk te maken. Via onder meer internet en sociale media probeerde men vluchtelingen een minder rozig beeld van Europa te geven.
De EU-landen verschilden onderling van mening over welk land hoeveel vluchtelingen zou kunnen of moeten opvangen. Duitsland en Zweden voerden een actief opnamebeleid en namen in 2015 naar eigen zeggen respectievelijk tegen de 1 miljoen en 150.000 vluchtelingen op, bij beide landen tussen de 1 en 1,5% van hun bevolking. Andere landen zoals Polen en Bulgarije namen nauwelijks tot geen vluchtelingen op, Hongarije sloot zijn grenzen met hekken compleet af. Zweden en Duitsland motiveerden de opname met humanistische en christelijke beweegredenen. In onder meer Bulgarije overheerst de mening dat het niet mogelijk is, mensen uit een andere cultuur een plek te bieden. Duitse politieke minderheden, verenigd in onder andere PEGIDA en de AfD, organiseerden bijeenkomsten en demonstraties tegen de komst van vluchtelingen, die deels uitmondden in geweld tegen de nieuwkomers of hun verblijfsplaatsen.
Op 11 februari 2016 werd bekend dat de ministers van Defensie, in reactie op een voorstel van Turkije en Griekenland, een eigen NAVO-marinemissie op de Egeïsche Zee op touw gingen zetten teneinde de stromen vluchtelingen beter in de gaten te houden en de mensensmokkel zoveel mogelijk tegen te gaan door de kustwacht hierover te informeren. Er zouden onder meer drie fregatten en een tanker worden ingezet, die al in het Middellandse Zeegebied actief waren. Ook Frontex zou bij deze actie worden betrokken.

### Europees Vluchtelingenfonds
Om specifieke projecten voor de opvang en integratie van asielzoekers en vluchtelingen te financieren, besloot de Europese Unie reeds vanaf 2000 om fondsen vrij te maken, aanvankelijk als Europees Vluchtelingenfonds, vanaf 2014 als Fonds voor Asiel, Migratie en Integratie.

### Herverdeling vluchtelingen over de landen
In juni 2015 overlegden de EU-lidstaten voor het eerst over herverdeling van de vluchtelingen binnen Europa; het ging op dat moment om zo'n 40.000 vluchtelingen. Op 10 augustus 2015 zegde de Europese Commissie 2,4 miljard extra toe aan de landen die het meest getroffen werden door de migrantentoestroom. Op 5 september kwamen ministers van de EU-lidstaten opnieuw bijeen voor beraad over het vluchtelingenprobleem. Als voorwaarde voor steun aan omringende landen in het Midden-Oosten werd gesteld dat deze landen zelf meer zouden doen om zo veel mogelijk vluchtelingen op te vangen. De Europese Commissie maakte bekend dat de EU-lidstaten nog eens 120.000 vluchtelingen extra moesten gaan herverdelen. Daarop begon men overal in Europa maatregelen te treffen. Op 22 september bereikte de EU een akkoord over de herverdeling van de vluchtelingen. De meeste EU-leden stemden voor, alleen Tsjechië, Hongarije, Roemenië en Slowakije stemden tegen, terwijl Finland zich onthield van stemmen.
Begin mei 2016 werd via The Financial Times een plan van de EC bekend om elk Europees land dat weigerde mee te werken aan het verdelen van vluchtelingen en migranten te beboeten. De EU wilde met de nieuwe quota 160.000 asielzoekers verspreiden over het hele EU-gebied, om zo de druk verlichten op individuele landen als Duitsland en Griekenland. Alle lidstaten moesten een bepaald aantal vluchtelingen opnemen op basis van bevolkingsomvang en welvaartsniveau. Een land dat zich niet aan deze afspraak hield, kon een boete van 250.000 euro per asielzoeker verwachten.
In december 2017 begon de EC een rechtszaak tegen Hongarije, Polen en Tsjechië, omdat deze landen zich ook na inbreukprocedures nog steeds niet aan de EU-afspraken voor het herverdelen van migranten hielden. Tsjechië had nog slechts 12 vluchtelingen opgenomen, en Hongarije helemaal geen.

### Vluchtelingendeal tussen EU en Turkije ("Turkije-deal")

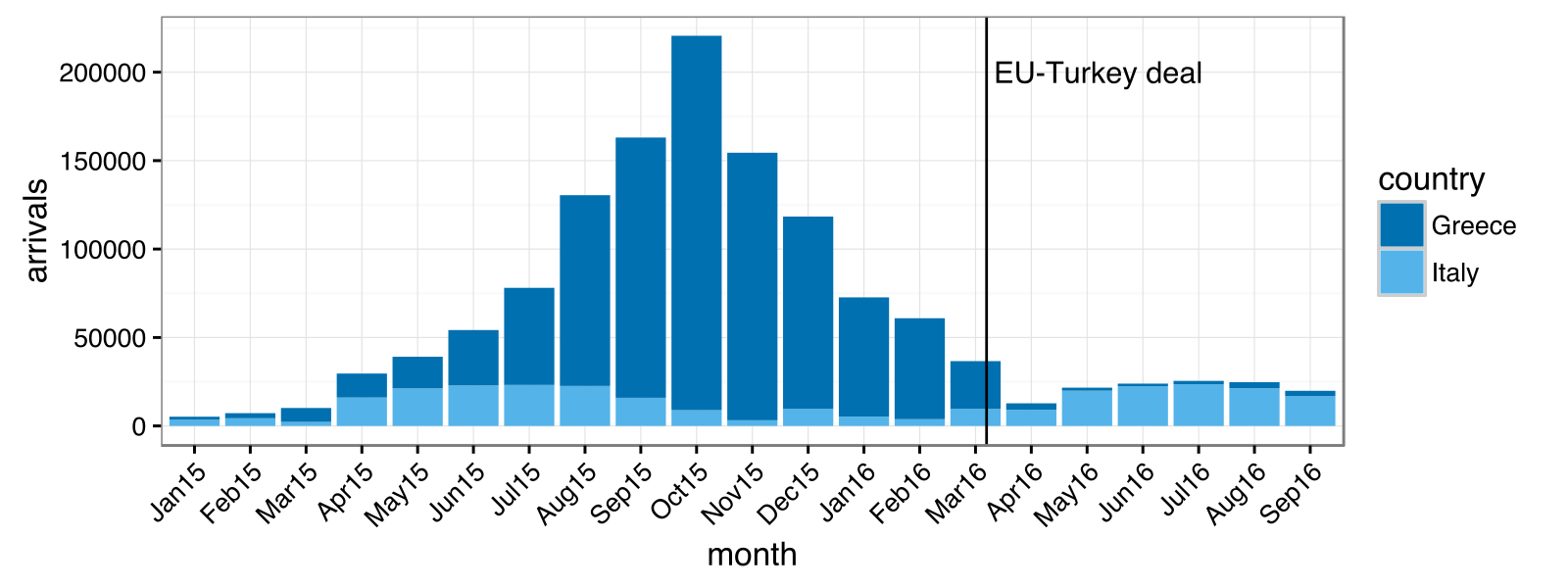
Al voor de Turkije-deal nam het aantal vluchtelingen uit dat land af

Op 29 november 2015 bereikten Turkije en de EU tijdens een top in Brussel inzake het vluchtelingenprobleem een voorlopig akkoord over de opvang door Turkije van vluchtelingen uit het door oorlog geteisterde Syrië. In ruil voor een betere opvang en het indammen van de vluchtelingenstroom richting Europa kreeg Turkije een bedrag van drie miljard euro toegekend. Ook werden de onderhandelingen over een mogelijk Turks lidmaatschap van de EU, die al geruime tijd stillagen, weer hervat. De Turkse premier Davutoglu stelde begin maart 2016 een "ruilsysteem" voor: Turkije zou vanaf nu elke vluchteling die vanuit Turkije wil doorreizen naar de EU terugnemen, in ruil voor het uitwisselen met de EU van één Syrische vluchteling uit een Turks kamp. Het doel hiervan was vooral het tegengaan van de illegale migratie naar Griekenland en het bieden van een alternatief aan de vluchtelingen. Turkije stelde enkele tegenvoorwaarden: de financiële steun van de EU aan Turkije moest worden verdubbeld van drie naar zes miljard, er moest sneller een visum komen voor Turkse burgers in Europa, en er moest serieuzer worden gekeken naar een mogelijk Turks EU-lidmaatschap.
Op 18 maart 2016 werd er een definitief akkoord bereikt, dat al snel bekend kwam te staan als de Turkije-deal.
- Alle Syriërs die na 20 maart vanuit Turkije Griekenland bereiken en daar geen asiel aanvragen of wier asielaanvraag niet-ontvankelijk wordt verklaard, werden op kosten van de EU teruggestuurd naar Turkije.
- Voor niet-Syriërs werd het moeilijker om in Turkije een vluchtelingenstatus te krijgen; alleen 'probleemgroepen' zoals de Koerden die in Turkije mogelijk niet veilig zijn, mogen door naar de EU.
- Turkije zou geen vluchtelingen terugnemen die al voor 20 maart naar Griekenland waren overgestoken.
- Het recht op een individuele procedure en mogelijkheid tot beroep per persoon werd gegarandeerd. Er mochten geen groepen vluchtelingen tegelijk worden behandeld (en afgewezen).
- Voor elke Syriër die Turkije terugnam, moest de EU er één opnemen vanuit Turkije (waar al 2,7 miljoen Syrische vluchtelingen waren ondergebracht), met een maximum van 72.000. Syriërs mochten dus legaal vluchten naar de EU, maar niet-Syriërs niet.
- Zodra de vluchtelingencrisis zou afzwakken, konden EU-landen zoals Duitsland vrijwillig aanbieden om meer vluchtelingen uit Turkije op te nemen. Hiermee werd legale migratie bevorderd en illegale gevaarlijke migratie per boot over de Egeïsche Zee ontmoedigd.
- Economische migranten waren strikt genomen geen onderdeel van de Turkije-deal, maar in principe moesten zij allemaal teruggestuurd worden naar Turkije.
- Nadat de Egeïsche route was afgesloten, diende Turkije te voorkomen dat er alternatieve migratieroutes ontstonden, bijvoorbeeld via Bulgarije.
- De EU-visumplicht voor Turkse burgers werd al in juni 2016 afgeschaft, niet pas in oktober. Turkije voldeed echter nog niet aan alle criteria hiervoor.
- De bestaande 3 miljard euro van de EU voor vluchtelingenopvangprojecten in Turkije werd verdubbeld tot 6 miljard euro in 2018.
- De toetredingsonderhandelingen van Turkije tot de EU werden versneld door enkele hoofdstukken eerder te openen.
- De EU zou Turkije ondersteunen bij ‘het verbeteren van de humanitaire omstandigheden binnen Syrië’. Het was onduidelijk wat dit precies betekende. Turkije wilde 'veilige zones' in Syrië opzetten, de EU was daartegen.

### Schengenzone
Begin december 2015 dreigde de EU Griekenland uit de Schengenzone te zetten als het land zijn grenzen niet beter zou gaan controleren teneinde de vluchtelingentoestroom naar de Griekse eilanden in te dammen. Hierop riep de Griekse regering de hulp in van Frontex, het EU-agentschap voor grensbewaking. Op 12 februari 2016 kreeg Griekenland opnieuw een ultimatum van de EU; binnen drie maanden moest het de controle van zijn grenzen, tevens de buitengrenzen van de EU, aanzienlijk verbeteren om binnen de Schengenzone te mogen blijven.
De Schengenzone stond ook in andere landen onder druk, naarmate meer en meer landen, al dan niet tijdelijk, grenscontroles invoerden.

### Hotspots
In Griekenland werden 5 eilanden als 'hotspot' aangewezen, waar vluchtelingen konden landen voordat zij op het Europese vasteland aan zouden komen. Naast Moria op Lesbos werden er ook kampen ingericht op de eilanden Samos, Chios, Leros en Kos.

### Migratiepact EU en Tunesië (juli 2023)
Op 16 juli werden de Europese Unie en Tunesië het eens over een migratiedeal om "meer grip te krijgen op de strijd tegen irreguliere migratie". In ruil voor zijn grenzen strenger te bewaken, kreeg Tunesië investeringen. Mensenrechtenorganisaties kunnen zich niet vinden in de deal.

### EU-migratiepact (december 2023)
Op 20 december 2023 werden de Europese Unie en het Europees Parlement het na jaren onderhandelen eens over een nieuw pakket aan regels ten aanzien van asiel en migratie. Belangrijke onderdelen waren een versnelde screening van migranten aan de EU-buitengrenzen en het sneller kunnen terugsturen van migranten die uit als veilig beschouwde landen komen. De nieuwe regels moeten vanaf 2026 gaan gelden. Het Europees Parlement keurde op 10 april 2024 het nieuwe migratiepact goed.

### Migratiepact EU en Egypte (maart 2024)
Op 17 maart 2024 tekenden de Europese Unie en Egypte een migratiedeal. Voor Europese investeringen van 7,4 miljard euro in de grensbeveiliging en de economie van Egypte, vroeg de EU in ruil om een betere controle door Egypte van vluchtelingen en migranten die illegaal naar Europa wilden migreren. Het Europese steunpakket zou in de vorm van leningen en subsidies worden verleend, gespreid over meerdere jaren tot en met 2027.

## Statistieken

### 2014
| Migranten naar nationaliteit die in 2014 de overzeese grenzen van de EU overstaken | Migranten naar nationaliteit die in 2014 de overzeese grenzen van de EU overstaken |
| Land van herkomst                                                                  | Aantal                                                                             |
| ---------------------------------------------------------------------------------- | ---------------------------------------------------------------------------------- |
| Syrië                                                                              | 66.698                                                                             |
| Eritrea                                                                            | 34.323                                                                             |
| Sub-Saharisch Afrika                                                               | 26.341                                                                             |
| Afghanistan                                                                        | 12.687                                                                             |
| Mali                                                                               | 9.789                                                                              |
| Gambia                                                                             | 8.642                                                                              |
| Nigeria                                                                            | 8.490                                                                              |
| Somalië                                                                            | 7.440                                                                              |
| Palestina                                                                          | 6.418                                                                              |
| Senegal                                                                            | 4.769                                                                              |
| Overig                                                                             | 34.597                                                                             |
| Totaal                                                                             | 220.194                                                                            |

### 2015
In 2015, het jaar met verreweg de meeste vluchtelingen, kwamen volgens de Internationale Organisatie voor Migratie en het Hoog Commissariaat voor de Vluchtelingen ongeveer 1 miljoen mensen naar Europa, 97% van hen over het water. Ruim 80% van hen kwam in Griekenland aan, de meeste anderen in Italië. De IOM telde 3692 mensen die daarbij hun leven op zee verloren.
| Land                | Aanvragen | Aanvragen         |
| Land                | 2015      | per 1000 inwoners |
| ------------------- | --------- | ----------------- |
| België              | 44.665    | 3,97              |
| Bulgarije           | 20.375    | 2,83              |
| Denemarken          | 20.940    | 3,70              |
| Duitsland           | 476.510   | 5,87              |
| Estland             | 230       | 0,18              |
| Finland             | 32.345    | 5,91              |
| Frankrijk           | 75.755    | 1,14              |
| Griekenland         | 13.210    | 1,22              |
| Ierland             | 3.270     | 0,71              |
| IJsland             | 340       | 1,02              |
| Italië              | 84.085    | 1,38              |
| Kroatië             | 185       | 0,04              |
| Letland             | 335       | 0,17              |
| Liechtenstein       | 155       | 4,17              |
| Litouwen            | 320       | 0,11              |
| Luxemburg           | 2.505     | 4,45              |
| Malta               | 1850      | 4,31              |
| Nederland           | 44.975    | 2,66              |
| Noorwegen           | 31.115    | 6,03              |
| Oostenrijk          | 88.160    | 10,27             |
| Polen               | 12.185    | 0,32              |
| Portugal            | 855       | 0,08              |
| Roemenië            | 1.255     | 0,06              |
| Zweden              | 162.455   | 16,67             |
| Zwitserland         | 39.450    | 4,75              |
| Slowakije           | 325       | 0,06              |
| Slovenië            | 270       | 0,13              |
| Spanje              | 14.780    | 0,32              |
| Tsjechië            | 1.515     | 0,14              |
| Hongarije           | 177.130   | 17,98             |
| Verenigd Koninkrijk | 38.795    | 0,60              |
| Cyprus              | 2.265     | 2,67              |
| Europese Unie       | 1.321.570 | 2,60              |

### 2016
Eind januari 2016 gaf Frontex de decembercijfers vrij, waaruit bleek dat meer dan 89% van de vluchtelingen die die maand in Griekenland arriveerden uit oorlogsgebied kwam. Dit weersprak een eerdere conclusie van EC-vicevoorzitter Frans Timmermans dat 60% van de vluchtelingen om economische redenen reisde.
Mensenrechtenorganisatie IOM maakte eind januari bekend dat er enkel in de voorbije maand 218 vluchtelingen waren verdronken in het oosten van de Middellandse Zee, evenveel als in de eerste acht maanden van 2015. IOM weet dit aan de mensensmokkel.
In januari 2016 verklaarde de Turkse minister van Europese Zaken Volkan Bozkır dat Turkije in 2015 in totaal 150.000 migranten die op doorreis waren naar de EU had tegengehouden. Per dag zou het om zo'n 500 mensen gaan.

### 2017
Omstreeks 19 maart 2017 werden er binnen 24 uur tijd 3315 migranten van boten gehaald op de Middellandse Zee tussen Italië en Libië, onder meer door de Italiaanse kustwacht en SOS Méditerranée. Inmiddels waren er sinds 1 januari van dit jaar 16.000 migranten aangekomen in Italië, 36% meer dan rond dezelfde tijd in 2016.

## Reacties

### Mensenrechtenorganisaties
Amnesty International beschuldigde in juli 2015 de autoriteiten in verschillende landen op de Balkan, met name Macedonië en Servië, ervan nodeloos geweld te gebruiken tegen de migranten. Amnesty International bracht in augustus 2015 een zeer kritisch rapport uit over de manier waarop Oostenrijk met opgevangen vluchtelingen omging. Eind 2015 en begin 2016 bracht Amnesty International rapporten uit, waarin stond dat Turkije mensenrechten schond door vluchtelingen vast te zetten in detentiecentra en hen vervolgens te dwingen terug te keren naar hun landen van herkomst, zoals Syrië en Irak. Begin april 2016 stelde Amnesty International in een nieuw rapport dat Turkije sinds januari vanuit de grensprovincie Hatay massaal vluchtelingen terugstuurde naar Syrië, in strijd met de inmiddels gesloten deal tussen Turkije en amnestyde EU. Turkije ontkende de beschuldigingen.
Oxfam Novib bracht in oktober 2015 een rapport uit getiteld 'Solidarity with Syrians', waarin de hulporganisatie stelde dat de internationale gemeenschap te weinig daadkracht toont om iets te doen aan de vluchtelingencrisis en het geweld in Syrië. Rijke landen zouden te weinig geld beschikbaar stellen.
Artsen zonder Grenzen, dat in de zomer 2015 op het Griekse eiland Kos hulp bood aan de stromen vluchtelingen, bekritiseerde de Griekse autoriteiten omdat er vrijwel geen georganiseerde opvang op het eiland was. In januari 2016 schreef AzG een rapport dat de oorzaak van de crisis voor een wezenlijk deel bij de EU legde: 
[This report] highlights how the EU’s response so far has not only failed to respond to the urgent humanitarian and medical needs of these vulnerable populations, but has contributed to the worsening of their situation, with a sometimes tragic impact on their health and lives. (Dit rapport belicht niet alleen het ontbreken van een antwoord van de EU op de noden van [de vluchtelingen], maar ook hoe de reactie van de EU hun situatie verslechtert met soms dramatische gevolgen voor de gezondheid en het leven van de vluchtelingen.)
Op 23 maart maakte AzG bekend te zullen stoppen met het verlenen van hulp aan de gestrande vluchtelingen op Moria, Lesbos, omdat de medewerkers de omstandigheden er te inhumaan achtten.
Ook Human Rights Watch (HRW) brengt met enige regelmaat kritische rapporten uit over de Europese vluchtelingenkwestie. Al in april 2014 stelde HRW dat vluchtelingen die via Bulgarije verder Europa in reisden om humanitaire redenen niet naar Bulgarije teruggestuurd mochten worden. In januari 2016 stelde de organisatie in haar jaarrapport dat de rechten van de vluchtelingen in het geding waren doordat de Europese regeringen hun verantwoordelijkheden op dit punt ontliepen en te veel nodeloze angst voor terreur zaaiden.
Mensenrechtenorganisaties werden op hun beurt ervan beschuldigd contacten te onderhouden met mensensmokkelaars: de Siciliaanse officier van justitie Carmelo Zuccaro verklaarde in april 2017 over bewijzen te beschikken van directe telefooncontacten tussen bepaalde ngo's en mensensmokkelaars in Libië. Hij bedoelde niet zozeer Artsen zonder Grenzen of Save the Children, wel enkele kleinere organisaties, die echter in de meerderheid zijn.

### Media
In de media werden de reactie en houding van de EU in 2015 machteloos genoemd. Het beleid berustte volgens onderzoeksorganisaties veel te weinig op historische en wetenschappelijke inzichten, aldus een artikel in Die Zeit.

### Individuele reacties
Reeds in mei 2015 spraken de Verenigde Naties over de grootste vluchtelingencrisis in Europa sinds de Tweede Wereldoorlog. De secretaris-generaal wees er in maart 2016 op dat de landen die aan Syrië grenzen zeer veel vluchtelingen opnemen, terwijl landen verder weg meer zouden moeten doen.
De Griekse premier Alexis Tsipras drong er in augustus 2015 op aan dat de rest van Europa meer actie zou ondernemen. Hij wees erop dat het voor Griekenland – dat tegelijkertijd met een ernstige staatsschuldencrisis kampte – "een crisis in een crisis" was.
De Tsjechische president Miloš Zeman weet in augustus 2015 de migrantencrisis voor een belangrijk deel aan de militaire interventies door de VS en enkele EU-landen in Irak, Libië en Syrië, die de terreurregimes in deze landen waardoor andere inwoners moesten vluchten zouden hebben veroorzaakt. In december 2015 stelde hij dat de vluchtelingenstroom naar Europa "een georganiseerde invasie" is en dat het leeuwendeel van de "illegalen" jonge, gezonde en ongehuwde mannen zijn die zouden "moeten vechten voor de vrijheid van hun land".
Farah Karimi, de directeur van Oxfam Novib, stelde in april 2016 dat de EU door de vluchtelingendeal met Turkije afscheid nam van haar eigen normen en waarden, en vond dat het terugsturen van vluchtelingen naar Turkije onmiddellijk moest stoppen.
De Oostenrijkse minister van Buitenlandse Zaken, Sebastian Kurz, zei in juni 2016 een hardere koers te willen varen bij de aanpak van migratie. De EU moest volgens hem het voorbeeld volgen van Australië, met overzeese opvangcentra zoals die in Nauru en Manus.
In de marge van de G20-top in Hangzhou stelde Donald Tusk, voorzitter van de Europese Raad, dat de capaciteit om vluchtelingen op te vangen in de Europese Unie haar limiet had bereikt. Volgens Tusk moesten de drie grootste landen van de G20 – de Verenigde Staten, Rusland en China – meer doen om vluchtelingen op te nemen.
Tony Abbott, voormalig minister-president van Australië, noemde de Europese vluchtelingencrisis in september 2016 een "vredevolle invasie". Mensen die doorreisden na een veilig land te hebben bereikt zouden geen vluchtelingen meer zijn, maar economische migranten. De EU moest volgens hem een voorbeeld nemen aan Australië en mensen die niet in onmiddellijk gevaar zijn terugsturen naar de buitengrenzen van Europa.

## Mogelijke en vastgestelde infiltratie door terroristen
Veiligheidsinstanties waarschuwden dat IS en andere islamitische, terroristische groeperingen de intentie hadden om in de vluchtelingenstromen te infiltreren en dit ook al gedaan hadden in Europa. Zo kwamen twee van de daders van de aanslagen in Parijs van november 2015 binnen in Europa via de Balkanroute met een Syrisch paspoort en werden de door IS opgeëiste aanslagen in Würzburg, Ansbach en Berlijn gepleegd door asielzoekers. De EU-coördinator voor terrorismebestrijding, Gilles de Kerchove, bevestigde dat het relatief makkelijk was voor jihadisten om de Europese Unie binnen te raken via de vluchtelingenstroom. Generaal Philip M. Breedlove, de toenmalige Supreme Allied Commander Europe (SACEUR) van NAVO's Allied Command Operations, beweerde in maart 2016 dat de stromen vluchtelingen de bewegingen van terroristen maskeerden. Volgens Michèle Coninsx, de voorzitter van Eurojust, werd mensensmokkel tevens gebruikt door bewegingen als IS om terrorisme te financieren.
In een aantal gevallen is vastgesteld dat terroristen als asielzoeker naar Europa zijn gekomen. Volgens Duitse media krijgen de Duitse inlichtingendiensten herhaaldelijk tips binnen over IS-aanhangers die als asielzoeker het land zijn binnengekomen. In verreweg de meeste gevallen wordt er geen bewijs gevonden, of lijkt er sprake van een valse beschuldiging. Van de aanslagplegers in Parijs heeft The Washington Post gereconstrueerd hoe 4 terroristen als asielzoekers via Griekenland toegang tot Europa hebben gekregen. Het hoofd van de Duitse binnenlandse veiligheidsdienst verklaarde in februari 2016 "Then we have repeatedly seen that terrorists (...) have slipped in camouflaged or disguised as refugees. This is a fact that the security agencies are facing".

## Varia
In 2016 wonnen Kiki Schippers en Rolf Verbaant de Annie M.G. Schmidt-prijs met Er spoelen mensen aan. Dit lied gaat met name over de vele vluchtelingen die in 2015 op de Middellandse Zee omkwamen.